# Botanischer Garten Berlin
Botanischer Garten Berlin-Dahlem, är en botanisk trädgård i Berlin, anlagd mellan 1897 och 1910. Den ligger i stadsdelsområdet Steglitz-Zehlendorf, i stadsdelen Lichterfelde. Enligt tidigare stadsgränser låg en del av trädgården i grannstadsdelen Dahlem, därav namnet.
Trädgården är med sin yta på 43 hektar och över 20 000 olika växtarter Tysklands största botaniska trädgård. Bland dess 15 växthus kan särskilt nämnas das Groβe Tropenhaus, det stora tropikhuset, från 1907. Det är 60 meter långt och är med en takhöjd på 25 meter ett av världens största växthus.
Trädgården, liksom det tillhörande botaniska museet, Botanisches Museum, tillhör Freie Universität Berlin. Trädgården med museet har cirka en halv miljon besökare per år.